# Corvus (sistema de abordaje)

Esquema de un corvus romano.

El corvus (que a la lengua española se traduciría como cuervo) era un arma de la marina de guerra romana destinada al abordaje. De origen griego, era una especie de garfio con que se enganchaba a los buques enemigos.
Según Polibio, el cónsul Cayo Duilio inventó un artilugio parecido, un mástil de siete metros colocado en la proa del buque un poco inclinado hacia el mar. Con dos roldanas, y por medio de un cabo que pasaba por la primera de estas, se podía levantar o bajar una especie de puente levadizo que se movía de arriba abajo mediante el pequeño mástil. Este estaba sujeto, y por la segunda roldana pasaba otro cabo a cuyo extremo iba atado un pesado pilón de hierro que caía contra el buque enemigo, perforando la cubierta y sujetándolo. Cuando el arpón o pilón encadenaba los buques de tal suerte que se tocaban sus costados, los soldados romanos saltaban como podían al abordaje. Los primeros soldados en pasar a través de la pasarela colocaban sus escudos como protección a los lados de la barandilla. El resto de tropas podían abordar el barco bajo resguardo.
Tras las guerras púnicas y la batalla del Cabo Ecnomo (256 a. C.) ya nunca más se volvió a utilizar este invento, dejando de ser mencionado en las fuentes clásicas, debido principalmente a la mayor pericia en otras técnicas de combate y a que restaba estabilidad a los barcos frente a tempestades.